# Mircea Rednic
Mircea Rednic, né le 9 avril 1962 à Hunedoara, est un footballeur international et entraîneur roumain et belge depuis 1995. Il est actuellement l'entraîneur du Standard de Liège.

## Biographie
Il jouait au poste de défenseur. Il a participé à l'Euro 1984 et à la Coupe du monde 1990 avec la Roumanie. Il a été champion de Roumanie à de nombreuses reprises, avec le Dinamo Bucarest et le Rapid Bucarest.
Il a cessé sa carrière de joueur en 2000 pour devenir entraîneur. En octobre 2012, il devient entraineur du Standard de Liège, son club de cœur, à la suite du limogeage de Ron Jans. Un rêve se réalise pour le stratège roumain. Il débute par une victoire en déplacement à Genk, où le Standard n'avait plus gagné depuis 2008. Il remonte ensuite son équipe de la 12e à la 4e place. Malheureusement pour lui, malgré un ticket européen décroché, le président du Standard de Liège Roland Duchatelet décide, contre l'avis de tous les supporters, de ne pas le prolonger. Son rêve s'achève le 27 mai 2013. Il quitte le club sur une victoire 7-0 en finale des Play-Off I face à La Gantoise.
Il commence la saison 2013 au CFR Cluj où il n'a travaillé que quelques mois. Il signe ensuite un contrat à La Gantoise le 1er octobre 2013. Il succède à Víctor Fernández qui avait été licencié après le mauvais début de saison de l'équipe. Il ne termine pas la saison à son poste puisqu'il est licencié le 9 avril 2014 à la suite de la non-qualification de son club pour les play-offs I et le mauvais départ en play-offs II.
Le 7 décembre 2016, il succède à Glen De Boeck au  Royal Mouscron Peruwelz et a pour mission de maintenir le club en D1A. Mission réussie, puisque le club se sauve lors de la dernière journée en allant gagner chez le rival du KV Courtrai.
Il prolonge donc son contrat d'une année mais est remercié à quatre journées de la fin de la phase classique après un bilan de 3 points sur 18 et surtout de grosses divergences avec la direction concernant les ambitions du club. Mouscron est alors 13e du championnat avec 8 points d'avance sur le dernier classé. Il est remplacé par Frank Defays.
En juin 2018, il a signé un contrat de deux ans avec l'équipe saoudienne d'Al Faisaly.
Le 16 juin 2025, libre de tout contrat, Mircea Rednic s'engage pour la deuxieme fois au Standard de Liège comme nouvel entraîneur principal, succédant au croate Ivan Leko, parti à Gand.

## Palmarès

### Comme joueur
- 83 sélections et 2 buts avec l'équipe de Roumanie entre 1981 et 1991.
- Champion de Roumanie en 1984 et 1990 avec le Dinamo Bucarest
- Vainqueur de la Coupe de Roumanie en 1984, 1986 et 1990 avec le Dinamo Bucarest
- Demi-finaliste de la Ligue des champions en 1984 avec le Dinamo Bucarest
- Demi-finaliste de la Coupe des coupes en 1990 avec le Dinamo Bucarest
- Vainqueur de la Coupe de Roumanie en 1998 avec le Rapid Bucarest
- Vainqueur de la Coupe de Belgique 1993 avec le Standard
- Vice-Champion de Belgique en 1993 et 1995 avec le Standard

### Comme entraîneur
- Champion de Roumanie en 2003 avec le Rapid Bucarest
- Champion de Roumanie en 2007 avec le Dinamo Bucarest
- Vainqueur de la Coupe de Roumanie en 2002 avec le Rapid Bucarest
- Vainqueur de la Supercoupe de Roumanie en 2002 et 2003 avec le Rapid Bucarest
- Vainqueur de la Coupe d'Azerbaïdjan en 2011 avec le FK Xəzər Lənkəran
- Vice-Champion d'Azerbaïdjan en 2011 avec le FK Xəzər Lənkəran
- Finaliste de la Coupe de Roumanie en 2016 avec le Dinamo Bucarest